# Casa Masó Bru
La Casa Masó Bru és un edifici del municipi de Girona que forma part de l'Inventari del Patrimoni Arquitectònic de Catalunya.

## Descripció

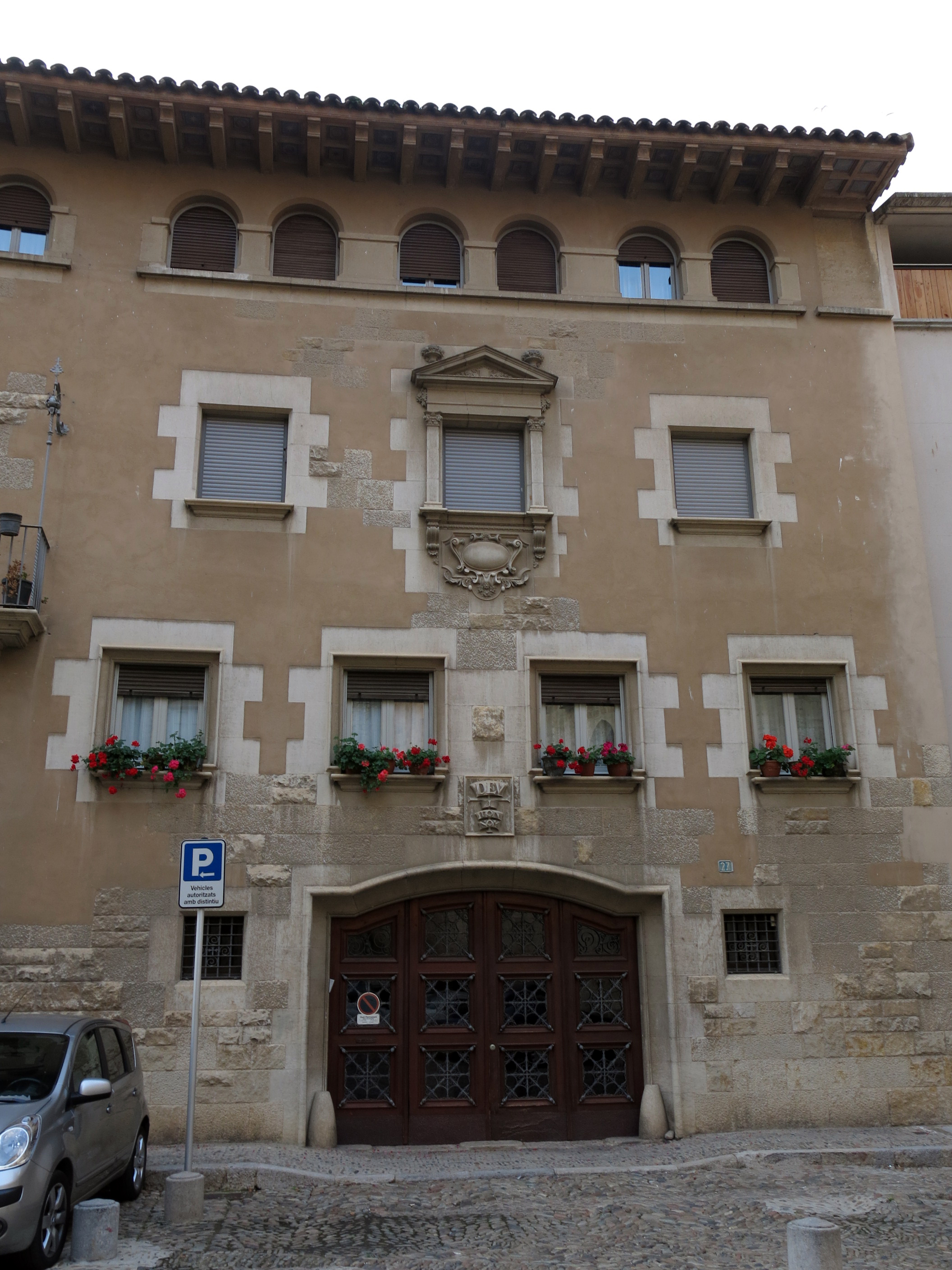
Detall de la façana

És un edifici de grans proporcions amb torratxa a l'angle. L'autor utilitza elements historicistes (frontons, arcs de mig punt, escuts...) d'aire renaixentista, al costat d'altres propis de la tradició popular (tractament del parament, marcs de pedra de les finestres).
Els plànols daten del 18 de desembre de 1934, amb projecte de Rafael Masó i Valentí. Bartomeu Llongueres i Galí dirigeix les obres d'ampliació el maig del 1942, i el 1949 es tornà a ampliar, adquirint ja la forma actual.